# 88-Keys
88-Keys, pseudonimo di Charles Misodi Njapa (New York, 5 marzo 1976), è un rapper e beatmaker statunitense.

## Biografia
Nato da una famiglia origini africane, 88 inizia ad interessarsi al mondo hip hop grazie alle produzioni di Prince Paul sui dischi dei De La Soul, specialmente grazie a quel 3 Feet High and Rising che fece la fortuna del gruppo newyorchese. Negli anni 90 Charles incontra Q-Tip, frontman degli A Tribe Called Quest, Pete Rock e il produttore Large Professor, mentre è al lavoro al West Hempstead's The Music Palace recording studio. Large Professor è il primo ad affibbiargli il soprannome di 88-Keys, dopo avere notato le sue grandi capacità come tastierista, dal nome della Ensoniq ASR-10.
Nonostante Charles mostrasse una certa predisposizione per la musica, i genitori lo spingono a proseguire il suo percorso di istruzione, scettici nei confronti di un fenomeno emergente come quello dell'hip hop, a loro avviso poco remunerativo e poco sicuro. Entrambi i genitori sono infermieri, come una delle sorelle. Il fratello è un dottore e un'altra sorella sta per diventarlo. I parenti spingono Charles ad iscriversi alla laurea in medicina, persuadendolo della maggiore sicurezza offerta dalla professione medica, rispetto a quella di musicista. Dopo un breve periodo trascorso alla Hofstra University e presso il Queens College, 88' lascia gli studi per seguire la sua passione, iniziando a muovere i primi passi nel campo della produzione musicale. La sua sicurezza viene rafforzata dalla possibilità di produrre alcune tracce per i Pharcyde, in quel momento in California per registrare alcune tracce.. 88' attualmente risiede a New York con la moglie e le due figlie.
Dai tempi in cui lavorava come assistant engineer ad oggi, 88' ha prodotto basi per numerosi artisti di rilievo, tra cui Mos Def, Talib Kweli, Macy Gray, Musiq Soulchild e Consequence. Di recente, 88' ha iniziato a dedicarsi anche all'MCing e al canto, entrambi elementi ben presenti nel suo disco The Death of Adam, uscito l'11 novembre 2008. Produttore esecutivo del progetto è Kanye West, il quale è anche presente nell'album con una collaborazione, sulla traccia intitolata Stay Up! (Viagra). The Death of Adam è un concept album che ruota intorno alla storia di Adam, metafora dell'intero genere maschile, ucciso nel suo appartamento di Harlem. Nel 28 è uscito un mixtape di 18 tracce, intitolato Adam's Case Files, un'anticipazione del progetto ufficiale, The Death of Adam. Il primo singolo estratto dall'album è stato "Stay Up! (Viagra)", distribuito su iTunes il 9 settembre 2008. Spin Magazine ha dedicato a 88-Keys la colonna intitolata Spin Magazines' Artist of the Day.

## Discografia

### Album
- 2008 - Adam's Case Files Mixtape
- 2008 - The Death of Adam

### EP
- 2008 - Stay Up! (Viagra) Prescription Pack – EP
- 2020 – Prometheus (con Devan Childs)
- 2021 – ahoy aloha
- 2021 – Neon Sign
- 2021 – dry&high
- 2021 – jazz triplets
- 2021 – radials
- 2022 – True Story
- 2023 – Nostalgic Nites

### Singoli
- 2019 That's Life (con Mac Miller e Sia)
- 2020 Family Ties(The Model) (con GxneTilNxvember)
- 2021 – Holy Grail (con 2nd Generation Wu)